# Pôlycarpô
Polycarpus (tiếng Hy Lạp: Πολύκαρπος, Polýkarpos) là một nhà lãnh đạo Kitô giáo sống vào đầu thế kỷ 2 CN. Ông là một môn đệ trung kiên của thánh Joannes Tông đồ ở Ephesus. Polycarpus được coi là một vị thánh trong Giáo hội Công giáo Rôma, Giáo hội Chính thống giáo Đông phương, Giáo hội Chính thống giáo Cổ Đông phương, Khối hiệp thông Anh giáo và Giáo hội Luther.
Cả thánh Irenaeus và tác giả Tertullianus đều cho rằng Polycarpus là một trong những môn đệ của thánh Joannes Tông đồ. Trong tác phẩm De Viris Illustribus (n.đ. 'những con người thời danh'), thánh Hieronymus cũng ghi nhận rằng Polycarpus là môn đệ của thánh Joannes Tông đồ, người đã tấn phong ông làm Giám mục thành Smyrna. Ông được coi là một trong ba Giáo phụ Tông đồ quan trọng, bên cạnh thánh giáo hoàng Clemens I và thánh Ignatius thành Antioch.